# Louis Majorelle
Pour les articles homonymes, voir Majorelle.
Louis-Jean-Sylvestre Majorelle, usuellement Louis Majorelle, né à Toul le 26 septembre 1859 et mort à Nancy le 15 janvier 1926, est un ébéniste et décorateur français du mouvement Art nouveau de l'École de Nancy, dont il est également vice-président.

## Biographie

### Jeunesse

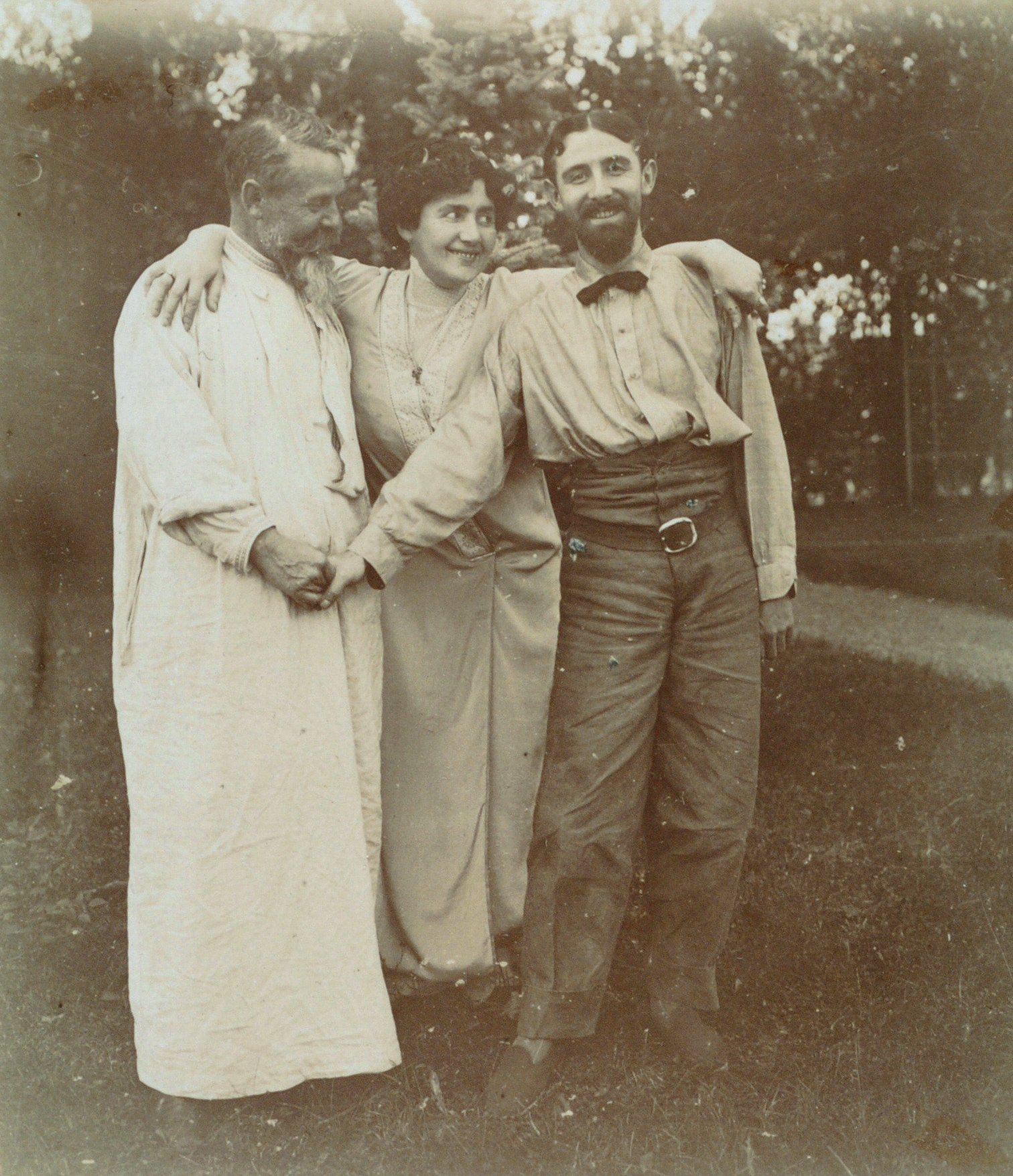
Louis, Jane et Jacques Majorelle en 1911. Musée de l'École de Nancy.

En 1861, son père, Auguste Majorelle (1825-1879), lui-même concepteur et fabricant de meubles, déménage avec sa famille de Toul à Nancy. C'est là que Louis finit ses études initiales avant d'aller en 1877, et pour deux ans, à l'École des beaux-arts de Paris, dans l'atelier du peintre Aimé Millet. À la mort de son père, il arrête son cursus et revient à Nancy pour surveiller la fabrique familiale de faïence et de meubles. Cela l'occupe pour le reste de sa vie.
Le 7 avril 1885, Majorelle épouse Marie Léonie Jane Kretz, la fille du directeur des théâtres municipaux de Nancy. Leur seul enfant, Jacques Majorelle, qui deviendra le peintre de l'Atlas, naît le 7 mars 1886 à Nancy.

### Direction de l’entreprise familiale
Le bâtiment de l'entreprise Majorelle, conçu par l'architecte de l'École de Nancy Lucien Weissenburger (1860-1929), était situé au 6, rue du Vieil-Aître, dans la partie ouest de Nancy. Dans les années 1880, Majorelle y fabriquait des copies de meubles de style Louis XV, qu'il a exposées en 1894 à l'Exposition d'art décoratif lorrain aux galeries Poirel à Nancy. Mais, influencé par le fabricant de verres et de meubles Émile Gallé (1846-1904), il donne à sa production une nouvelle direction. Son œuvre est caractérisée par l'utilisation d'éléments naturalistes dans ses formes et ses marqueteries.
Commencée dans les années 1890, la production des meubles Majorelle, embellis par des entrelacements, prend sa source dans la nature : plantes en tiges, nénuphars, chardons, libellules. Au tournant de 1900, il ajoute un atelier de forge pour les artisans afin de produire des poignées et des charnières dans l'esprit des lignes fluides de son travail de menuiserie. Au changement de siècle, son atelier réalisait des balcons forgés, des rampes d'escalier et des détails extérieurs de nombreux bâtiments de Nancy. Il évolue vers des formes plus simples et plus dépouillées peu après son grand succès à l'exposition universelle de 1900 et se lance parallèlement dans une production en série, ce qui lui permet d'enrichir rapidement son catalogue.
En collaborant souvent avec les verriers de Nancy, les frères Daum, il aide à faire de la ville un des centres européen de l'Art nouveau. À l'apogée de la Belle Époque, l'exposition universelle sert de vitrine aux œuvres de Majorelle, qui s'imposent et lui fournissent une clientèle internationale. En 1910, Majorelle a ouvert des boutiques pour ses meubles à Nancy, Paris, Lyon et Lille.

### Louis Majorelle et l’École de Nancy
Initié à l'Art nouveau par Émile Gallé dès 1894, Majorelle devient en février 1901 un des membres fondateurs de l'École de Nancy, connue antérieurement comme Alliance provinciale des industries d'art, rassemblant un groupe d'artistes, architectes, critiques d'art et industriels lorrains, qui décident de travailler de manière collaborative avec une prédominance pour l'Art nouveau. Menés par Émile Gallé (jusqu'à sa mort en 1904), puis par Victor Prouvé, ses membres se groupent pour différentes raisons, notamment pour s'assurer d'un haut niveau de qualité dans les Arts décoratifs de la région où exercent les principaux fabricants.
Majorelle est un des vice-présidents du groupe depuis sa fondation, le restant pendant toute la durée de l'École de Nancy, dont il est considéré comme une des figures dominantes. Principalement, lui et les autres membres se sont attachés à promouvoir le travail d'artistes décorateurs lorrains, par la promotion et la mise en place d'une école pour les arts industriels, la participation aux salons importants (dont les leurs), et la collaboration pour réaliser des éléments individuels et des bâtiments, pour la plupart de style Art nouveau. Ils ont ainsi réalisé une unité quant à l'art et l'architecture produits par les Lorrains.
Majorelle est sans conteste une des figures internationalement reconnues du groupe, qui pouvait toujours être retrouvée aux salons dans lesquels ce groupe exposait. Ses connexions avec les cercles d'art parisiens ont aussi permis d'assurer le renom des artistes lorrains dans la capitale française. Néanmoins, l'École de Nancy étant souvent à court d'argent, la coopération artistique formelle parmi ses membres s'est lentement désintégrée pendant la Première Guerre mondiale.

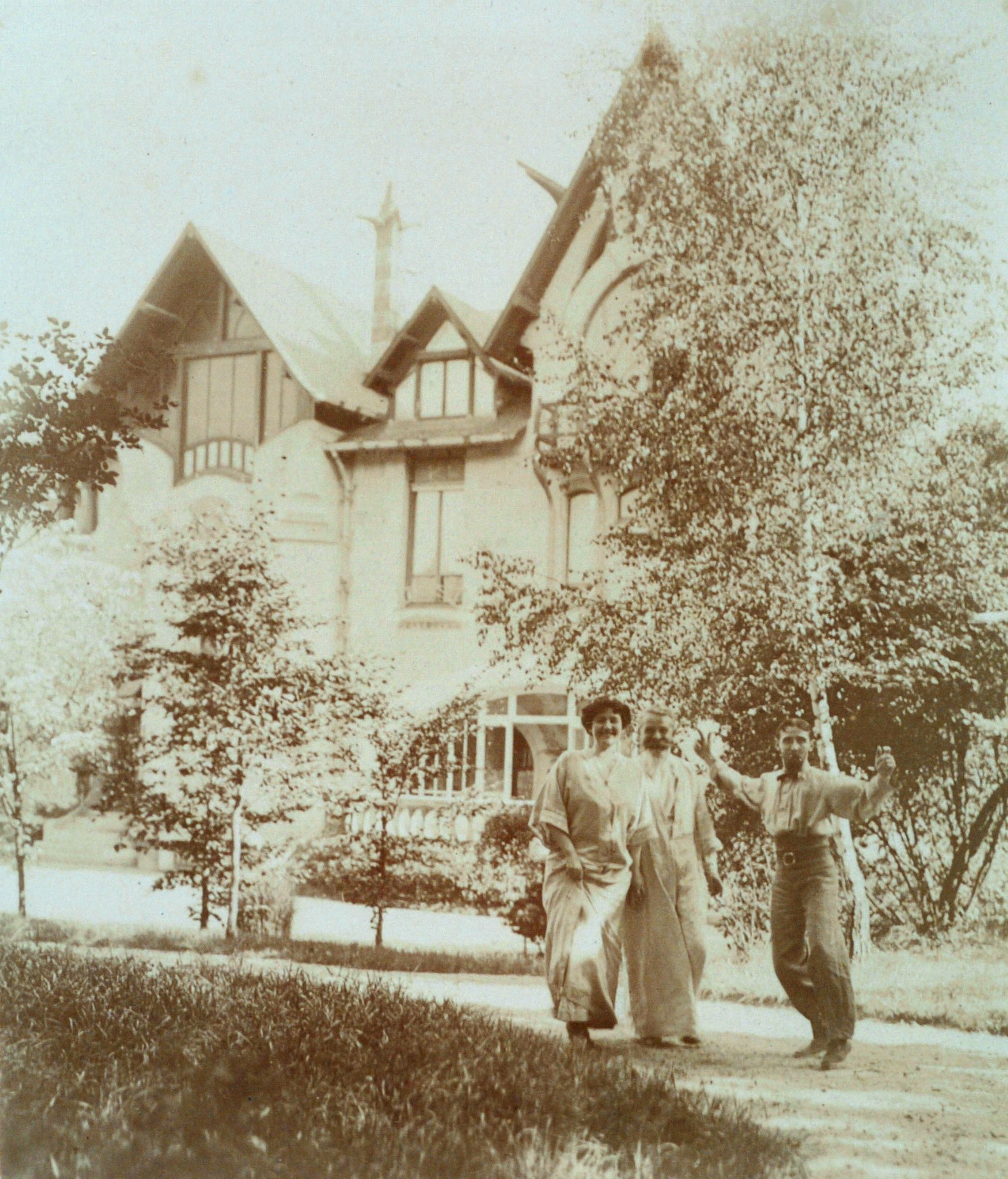
La famille Majorelle devant la villa Majorelle, vers 1911.

### La villa Majorelle
En 1898, Louis Majorelle confie à l'architecte Henri Sauvage l'élaboration des plans de sa maison de Nancy. Construite en 1901-1902, par Lucien Weissenburger, la villa Majorelle (ou villa Jika, d'après les initiales de son épouse : Jane Kretz), résulte d'une collaboration des principaux artistes de l'École de Nancy et de l'Art nouveau parisien.
Ce sera la première maison entièrement de style Art nouveau de Nancy ; la villa présente en effet tous les éléments du mouvement, aussi bien dans ses extérieurs que dans son intérieur.

### Première Guerre mondiale et fin de carrière
En 1914, avec la déclaration de la guerre, Majorelle espère tout de même maintenir et continuer sa production à Nancy. Malheureusement, indépendamment des faits de guerre, son atelier de la rue du Vieil-Aître, prend feu au matin du 20 novembre 1916. L'incendie, sans doute alimenté par de nouveaux arrivages de bois de charpente, de meubles en cours de fabrication et de sciure, détruit tous les plans de l'entreprise, les récompenses, les moulages, l'équipement et les archives couvrant les cinquante ans d'histoire de l'entreprise. Comble de malchance, un an plus tard, en 1917, un bombardement allemand sur Nancy détruit la boutique de Majorelle, située rue Saint-Georges. La famille Majorelle signale aussi le pillage de la boutique de Lille lors de l'avancée des troupes allemandes.
Majorelle déménage à Paris jusqu'à la fin de la guerre, où il travaille dans les ateliers de ses amis créateurs de mobilier. Après la guerre, il rouvre son atelier et sa boutique et continue sa collaboration avec la verrerie des frères Daum en produisant du mobilier, bien que ses dernières créations soient plus géométriques, dans l'esprit Art déco.
Majorelle meurt à Nancy en 1926, ses affaires sont reprises par Alfred Lévy[réf. nécessaire]. Après sa mort, sa famille, dont la fortune a été entamée pendant la guerre, ne peut plus se permettre de vivre dans la villa Majorelle et la maison, ainsi que ses abords, sont vendus en lots. L'entreprise de Majorelle ferme en 1931. La villa a subi plusieurs modifications architecturales — en plus de celles effectuées par Majorelle lui-même, lorsqu'il y résidait —, incluant l'addition d'un bunker de béton à proximité de l'arrière et la couverture de la terrasse avant. Le grand mur de pierre et le pont qui entouraient la propriété ont été fortement réduits autour de la maison, qui a eu plusieurs utilisations et propriétaires au XXe siècle. De nos jours, la ville de Nancy, qui a acheté la villa, a entrepris un long travail de rénovation et de restauration.

## Œuvres

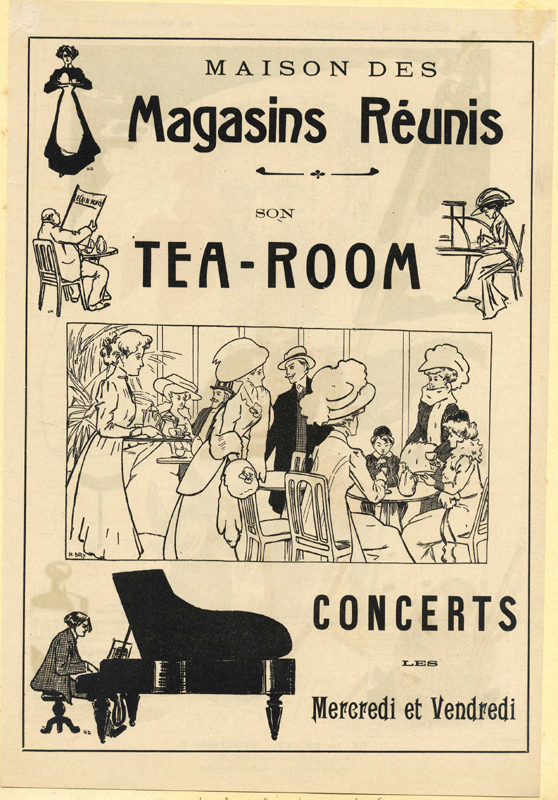
Publicité pour le Tea Room des Magasins réunis de Nancy pour lequel Louis Majorelle à réalisé des décors.

Louis Majorelle a activement participé, comme de nombreux artistes de l'Ecole de Nancy, à la décoration des Magasins réunis de Nancy conçus par la famille Corbin. Il a notamment réalisé les lampadaires du grand escalier (longues tiges ornées de feuilles de sagittaire en cuivre repoussé et ciselé orné de deux lucanes affrontés) mais a aussi contribué à la décoration de l'une des pièces maîtresses de ce Grand Magasin : le Tea Room. Les balcons et la rampe d'escalier des Galeries Lafayette à Paris sont une commande de 1908. L'escalier en fer forgé, laiton, fer estampé peint et doré comporte un décor à thématique florale. Il a été démonté en 1974 pour être entreposé.
Les œuvres de Louis Majorelle sont exposées dans de nombreux musées français et étrangers.

### Musées en France
- Musée d'Orsay : table de salon[5], table de chevet[6], étagère[7], guéridon[8], banquette d'angle[9], fauteuil[10], etc.
- Musée de l'École de Nancy : piano à queue, chambre à coucher.
- Musée des Arts décoratifs, de la Faïence et de la Mode à Marseille : vase en verre soufflé dans un moule en fer forgé.
- Musée des Arts décoratifs à Paris, ayant réorganisé ses locaux en 2018[11], en privilégiant une approche thématique et pluridisciplinaire[12]. Se succèdent, au long d'un parcours de visite, des espaces de présentation permanente d'objets sélectionnés dans ses importantes collections[13]. Un de ces espaces est entièrement consacré à « Louis Majorelle : une figure de l’École de Nancy »[14], présentant notamment un piano avec un décor de marqueterie réalisé d’après les dessins de Victor Prouvé ainsi qu’une rampe d’escalier en fer forgé au motif de  monnaie-du-pape et une cheminée provenant du Café de Paris, avenue de l’Opéra.

### Musées hors de France
- Musées royaux des beaux-arts de Belgique (Bruxelles) : bureau de dame nénuphar[15], grand meuble d'appui[16], guéridon[17].
- Dallas Museum of Art : cabinet en acajou, chêne et noyer[18].
- Detroit Institute of Arts : cabinet et table[19].
- Museum of Modern Art (New York) : lampadaire[20].
- Carnegie Museum of Art (Pittsburgh) : fauteuil[21].
- Cleveland Museum of Art : table[22], cabinet[23], bol[24].
- Columbia Museum of Art : armoire[25].
- Musée d'art d'Indianapolis : cabinet[26].
- Walters Art Museum (Baltimore) : cabinet[27].
- Musée des beaux-arts de Virginie (Richmond) : buffet[28], chambre[29], table[30].
- Musée national des beaux-arts du Québec : armoire « La Mer »[31].

### Meubles

Meubles de Louis Majorelle
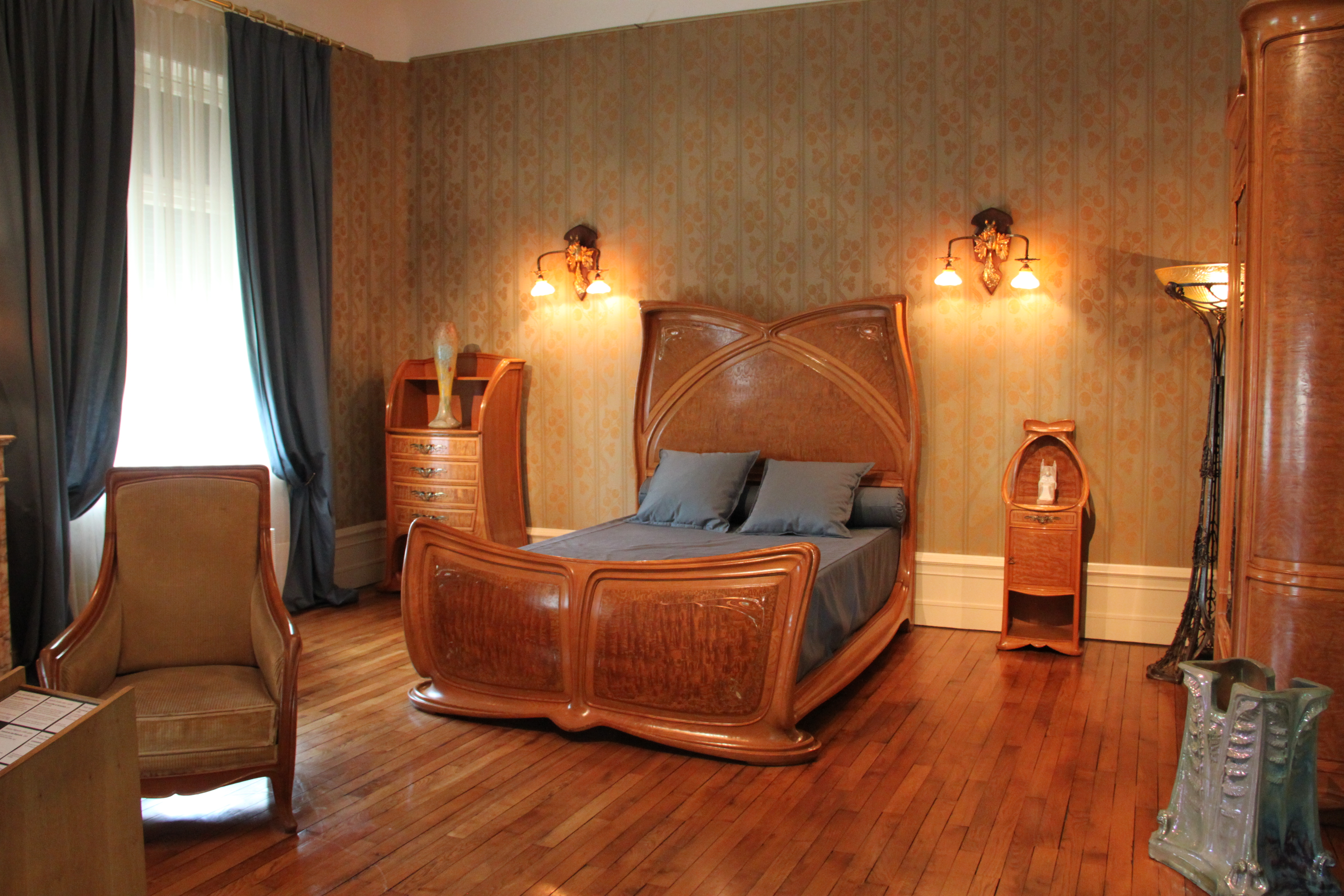
Chambre à coucher Majorelle, musée de l'École de Nancy.
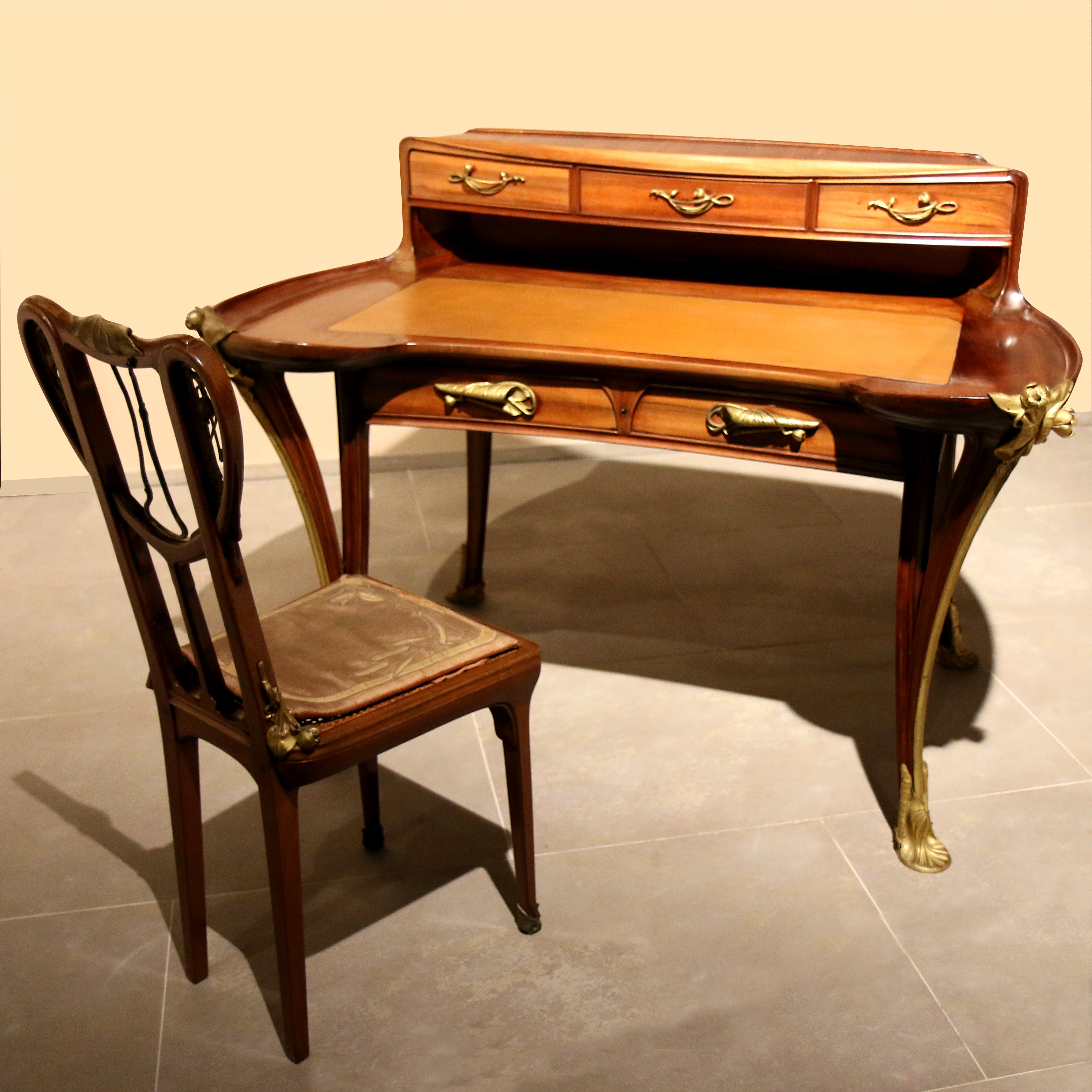
Bureau de dame nénuphar, Musées royaux des beaux-arts de Belgique.
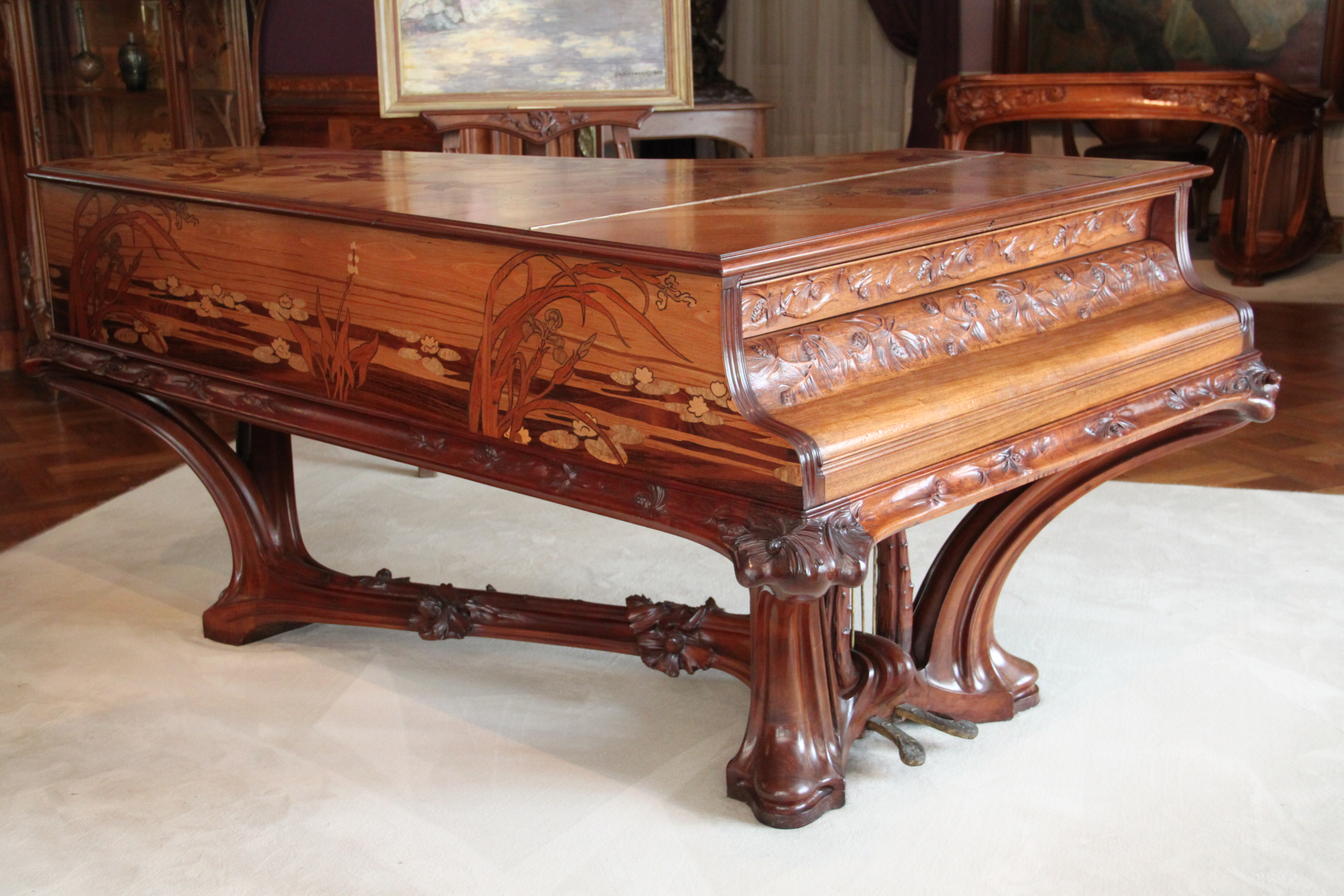
Piano à queue La Mort du cygne, de Majorelle, décor dessiné par Victor Prouvé (1905), musée de l'École de Nancy.
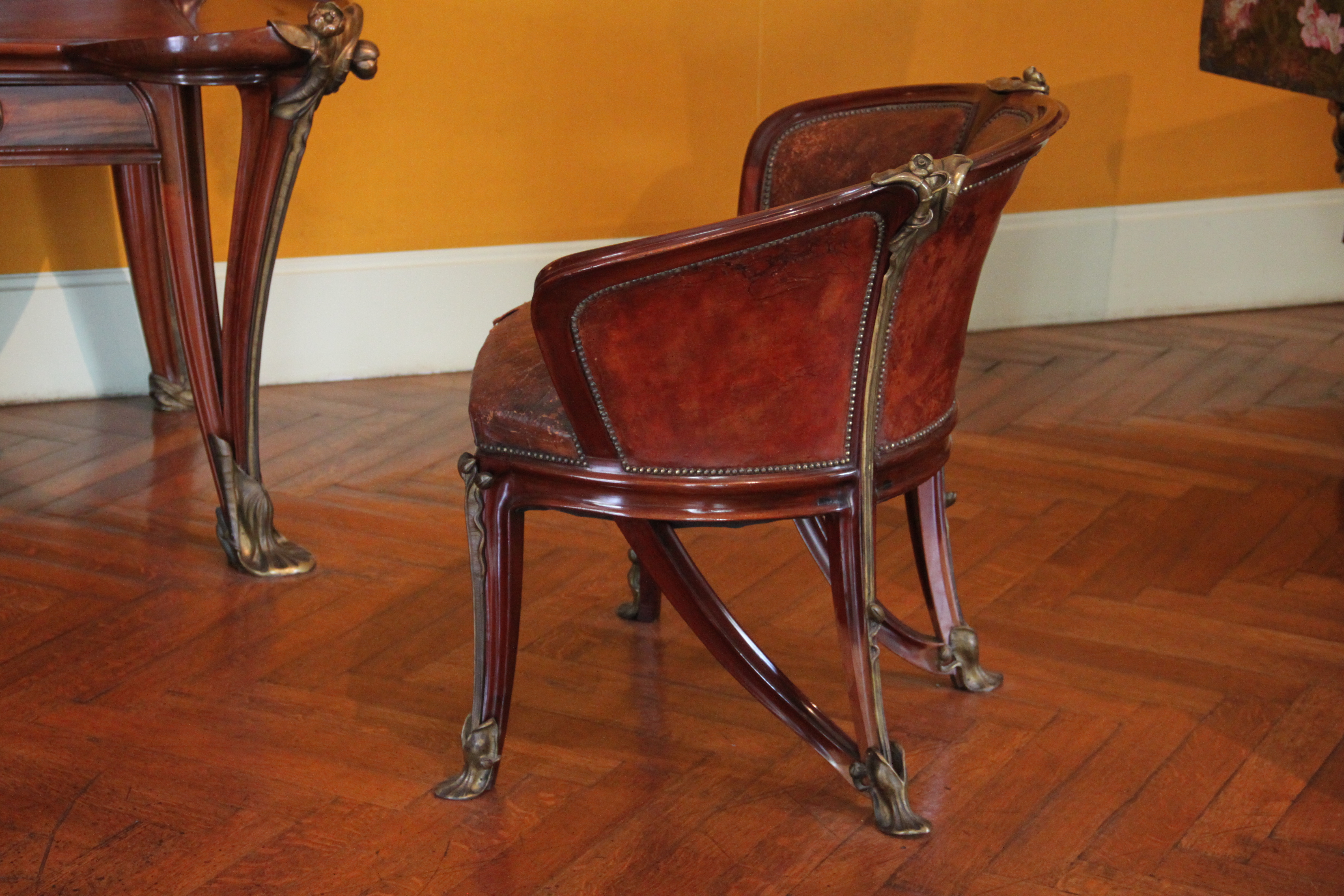
Fauteuil nénuphars, de Majorelle (musée de l'École de Nancy).
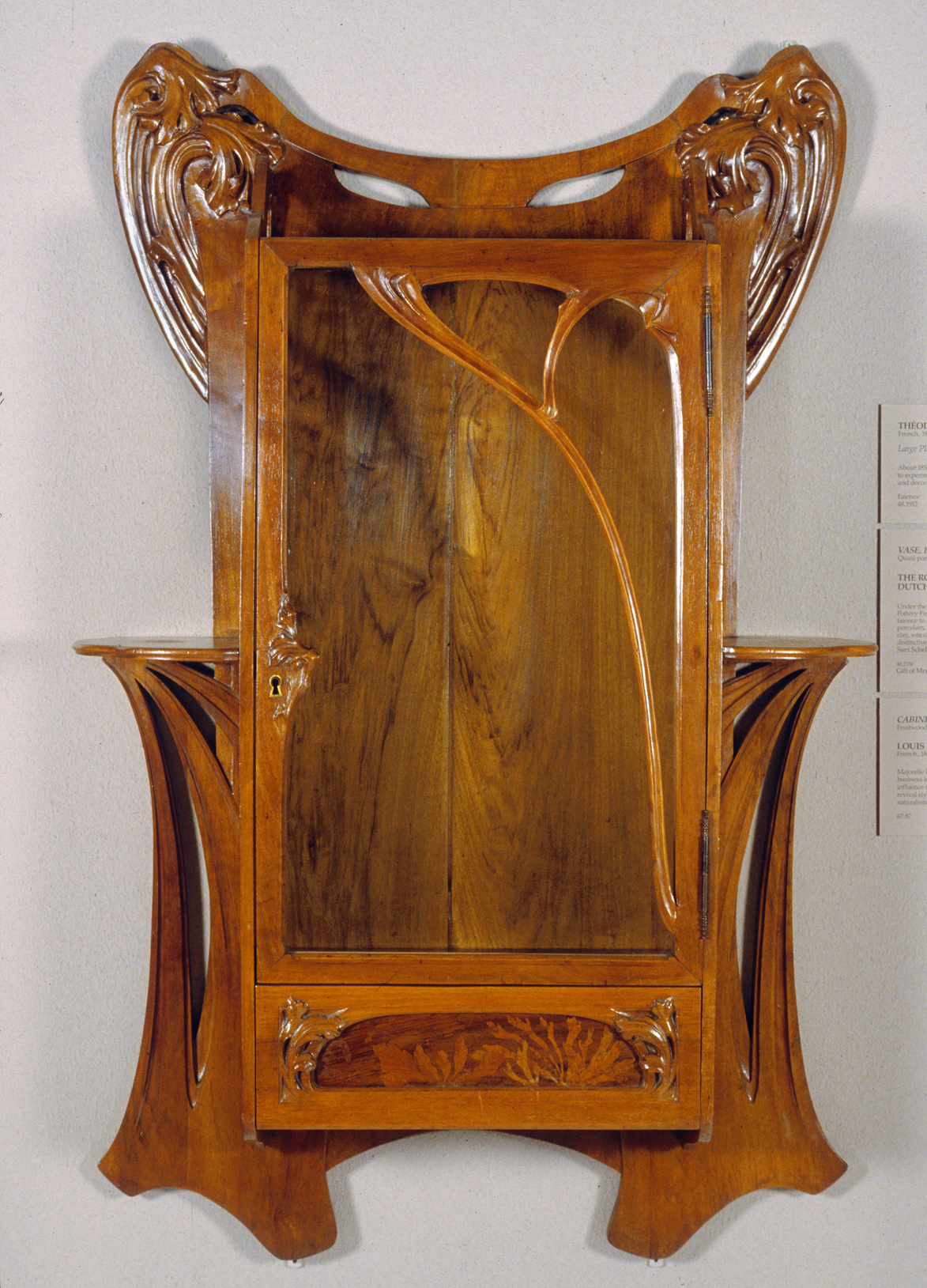
Cabinet mural, Walters Art Museum.

Le mobilier de salle à manger d'un style assez « cubisant », en bois blond, commandé vers 1930 à Majorelle par l'Américaine Edith Taylor, pour sa villa (1923) de Marrakech — qui est le seul meuble conservé sur place — appartenant alors aux Breteuil, est reproduite par Narjess Ghacem-Benkirane et Philippe Saharoff dans Marrakech. Demeures et jardins secrets. Lors de la Seconde Guerre mondiale s'y tient une conférence secrète entre Franklin Delano Roosevelt et Winston Churchill.

### Vitraux
Majorelle a dessiné une unique série de vitraux, réalisés après sa mort ; ceux-ci peuvent être vus à la maison de la Formation de Mont-Saint-Martin (anciennement Grands Bureaux des Aciéries de Longwy), désormais classées monuments historiques, illustrant le travail des hommes dans la sidérurgie.

Vitraux de Louis Majorelle
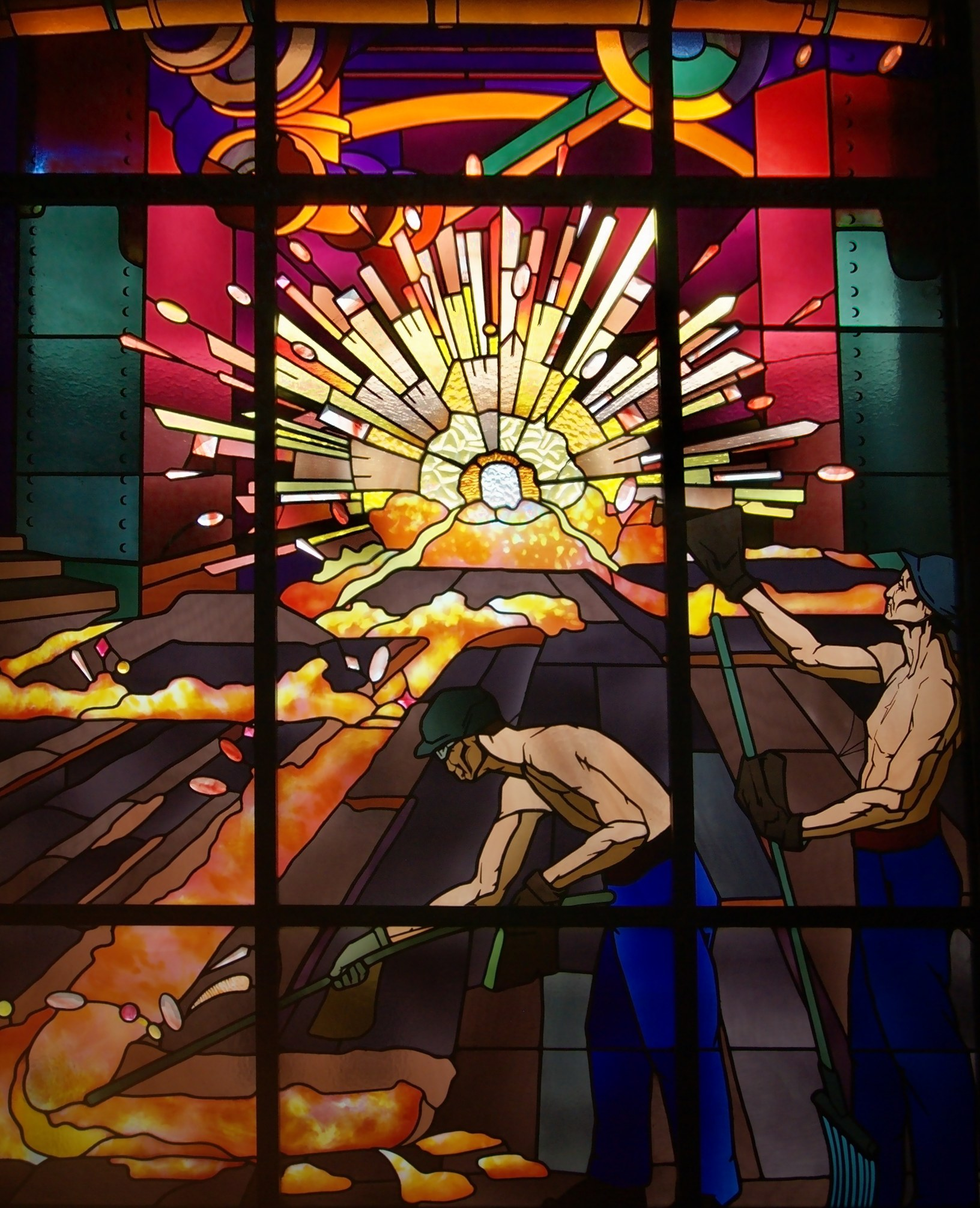
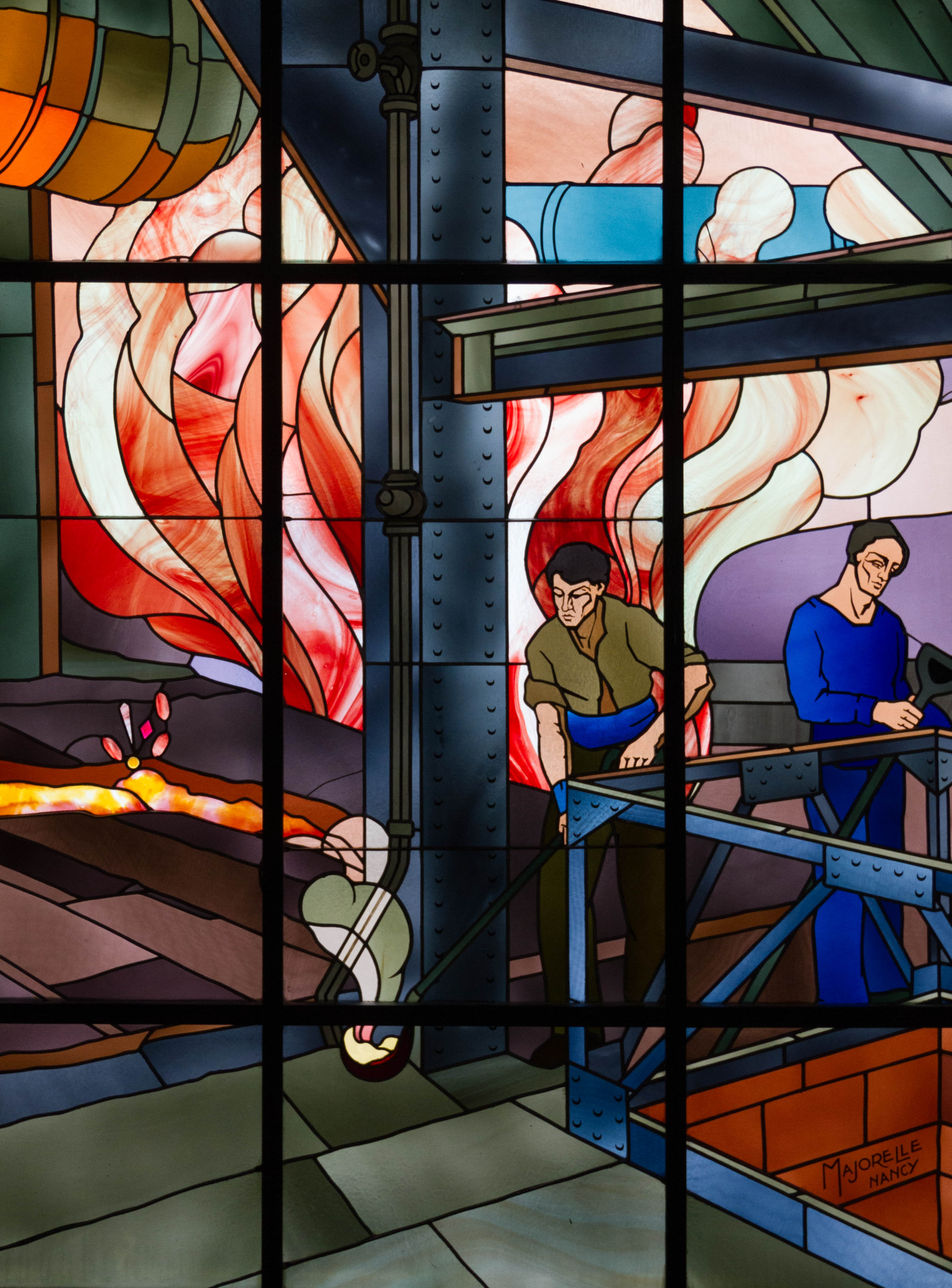
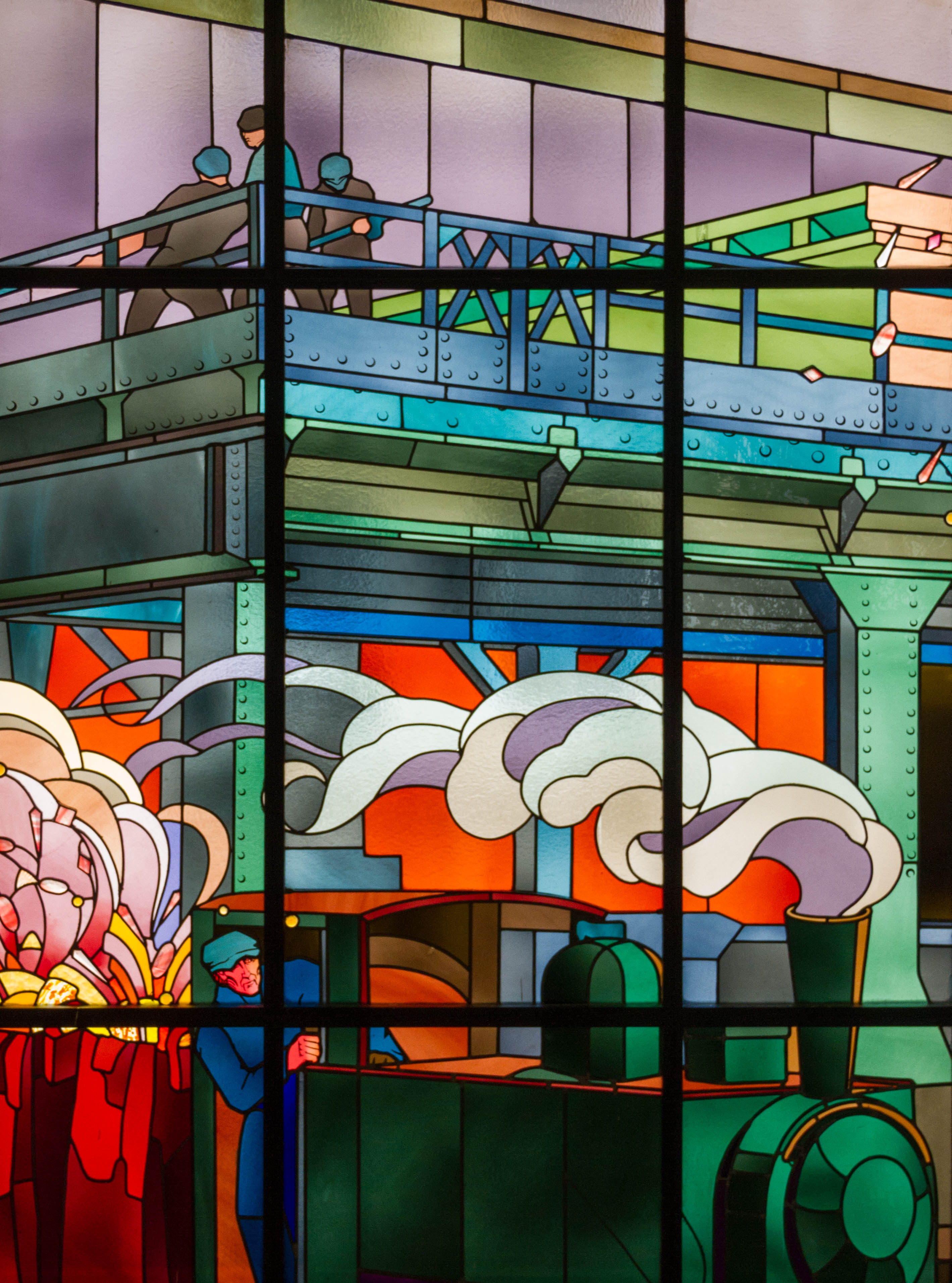
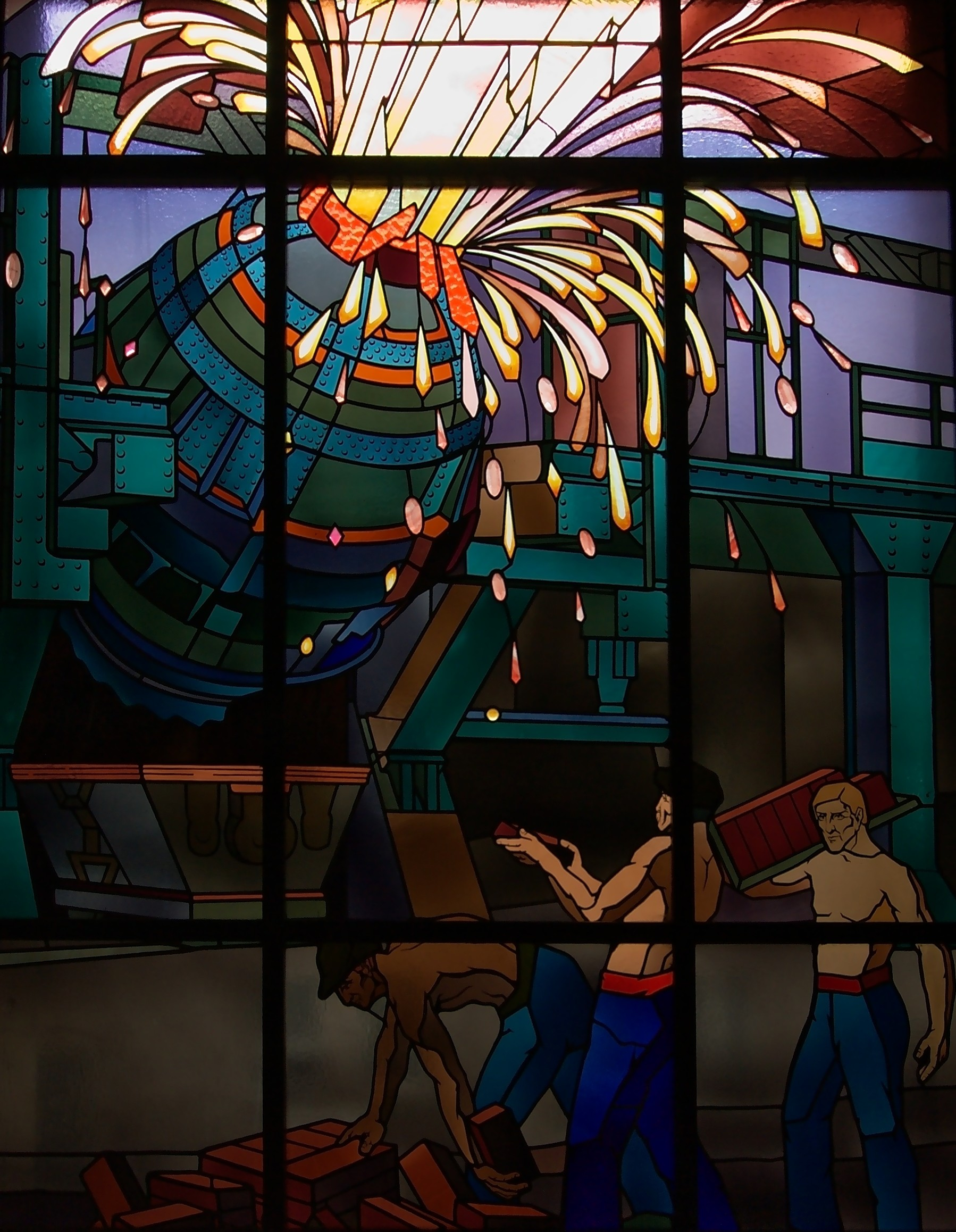
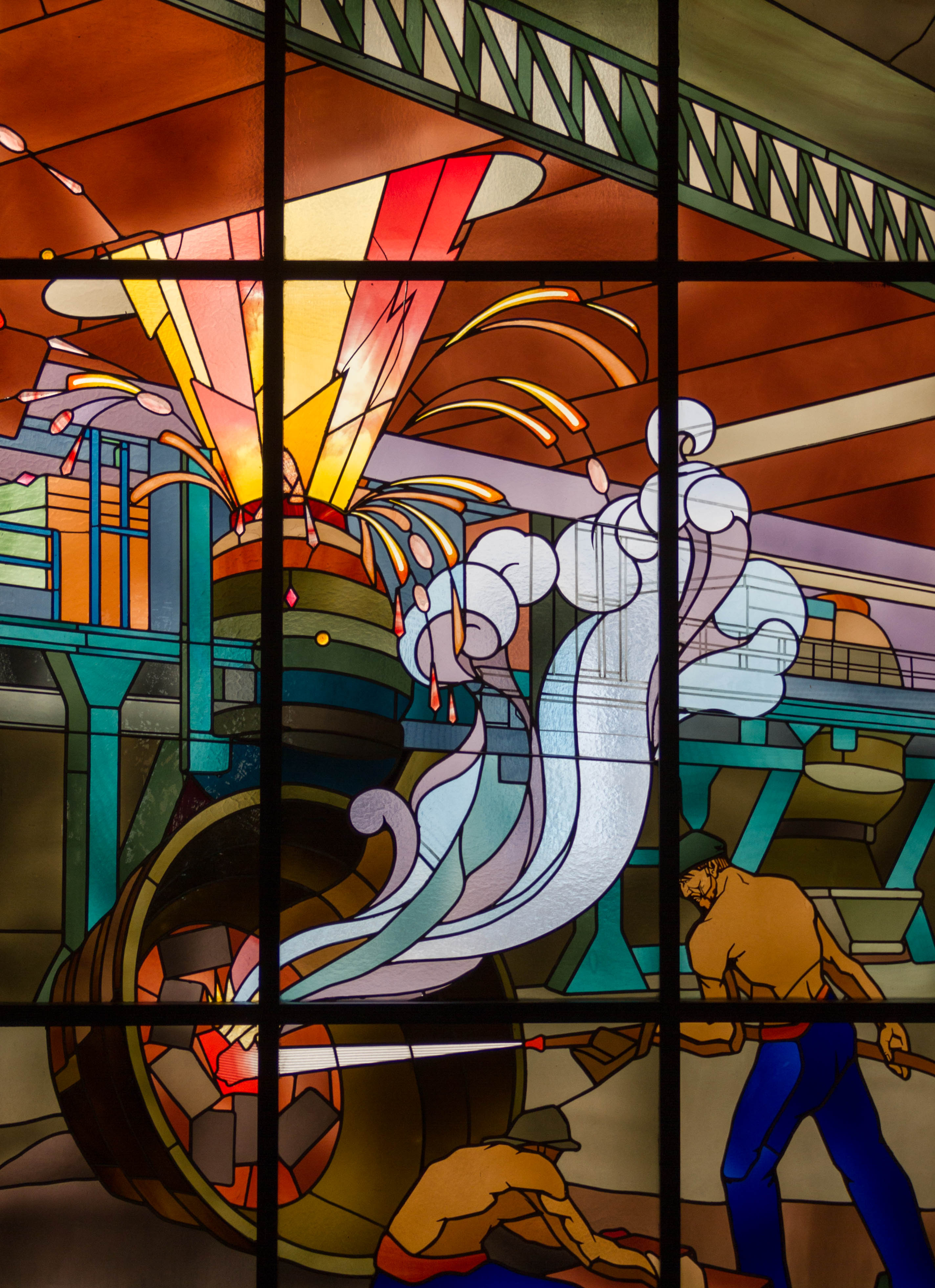
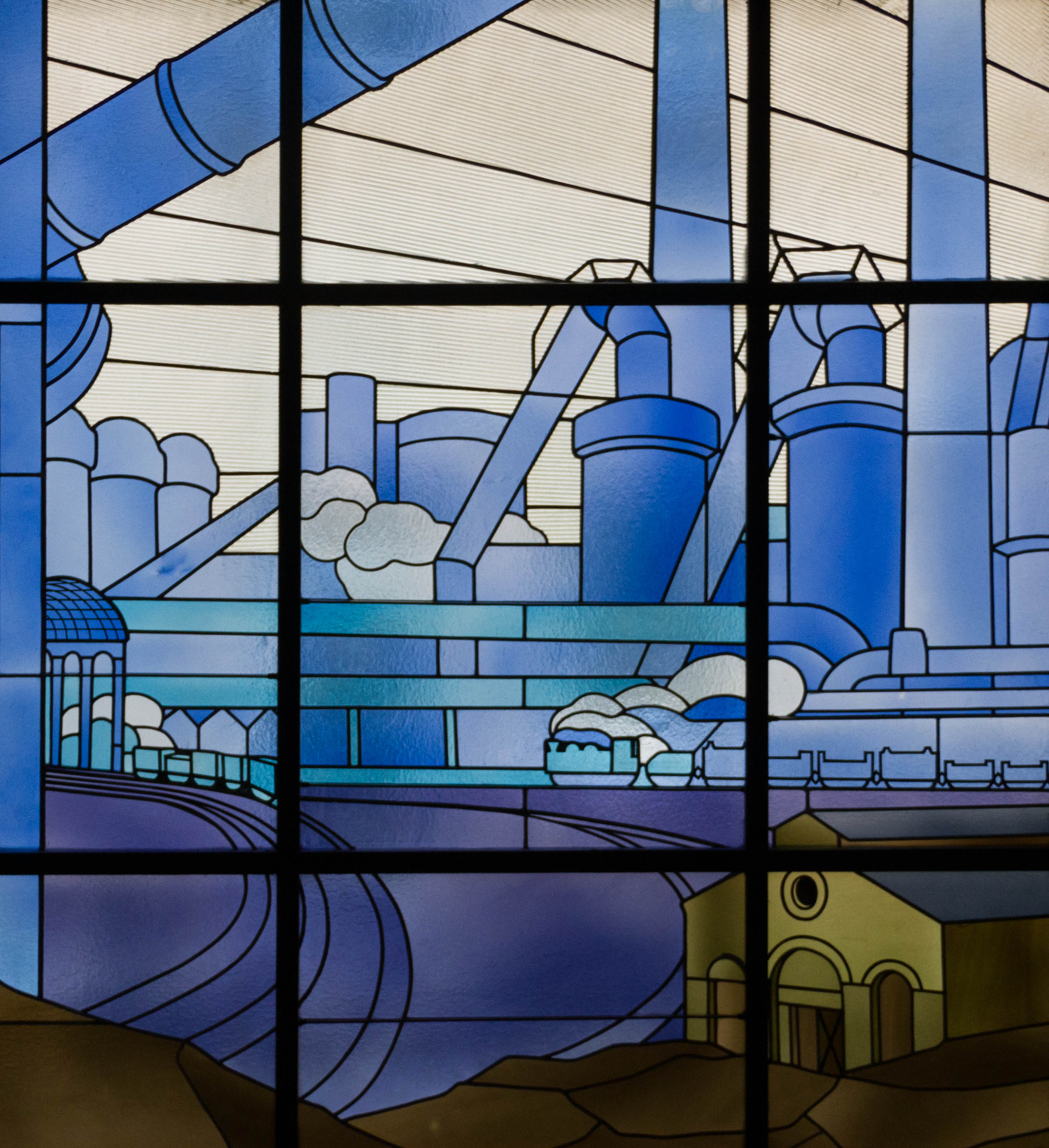
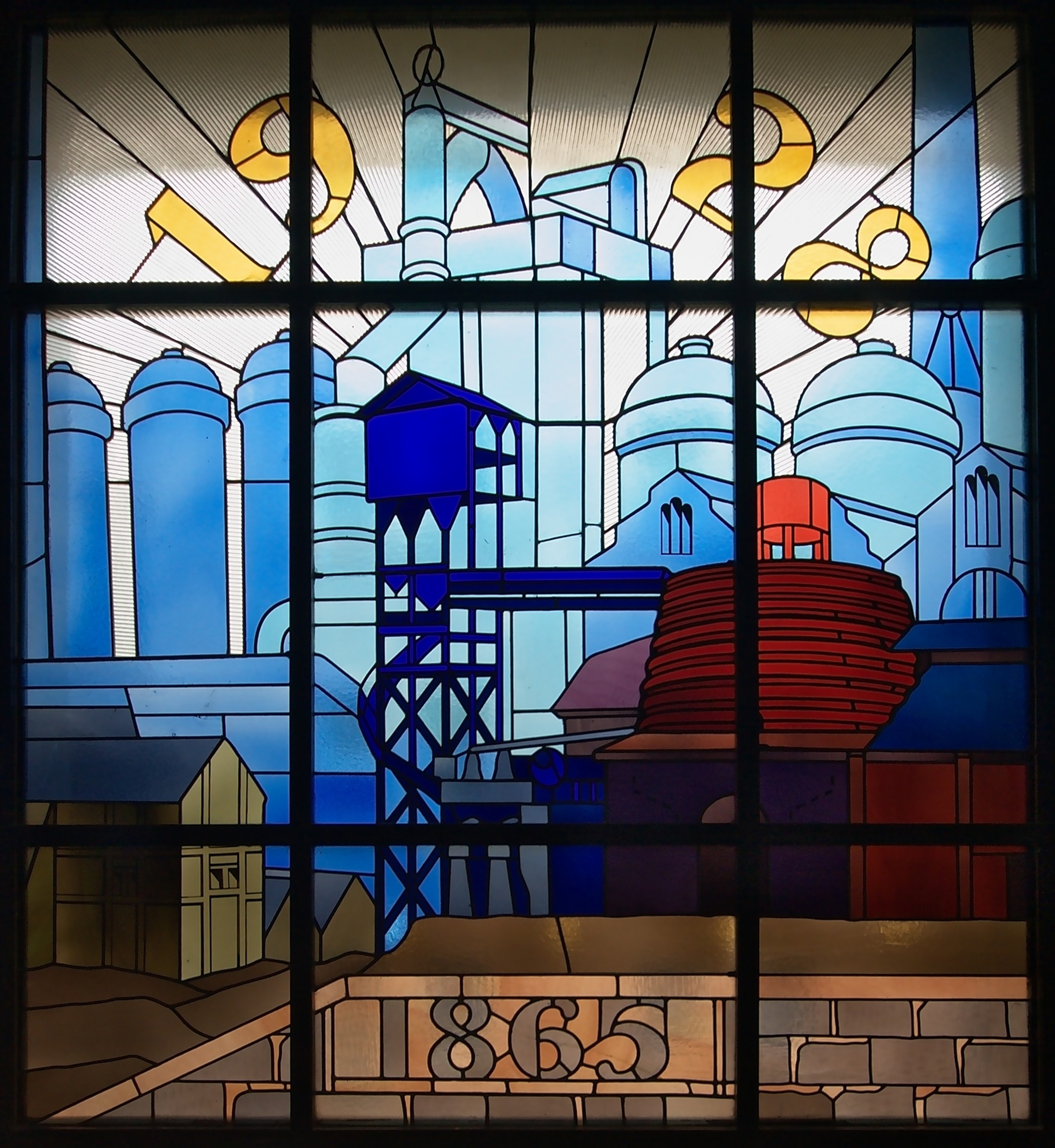
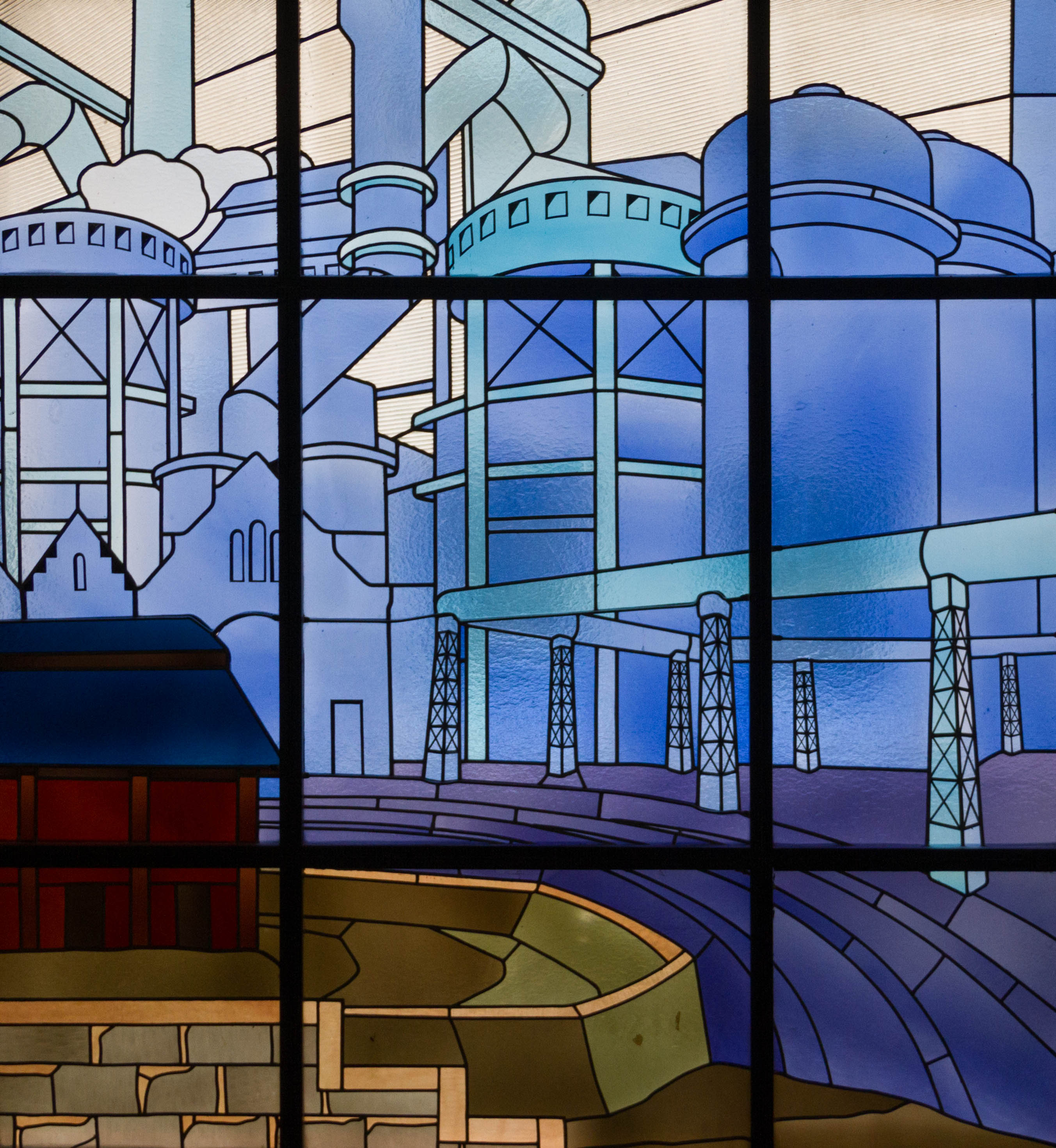

### Céramiques
Comme son père avant lui, Louis Majorelle crée de nombreuses céramiques, collaborant en particulier avec la  faïencerie Keller & Guérin . Un de ses modèles de broc végétal a été conçu en partenariat avec Ernest Bussière.

## Hommage
- Square Louis-Majorelle (Paris)
- Lycée Louis-Majorelle (Toul)